# Kośmin (Piława Górna)
Kośmin (niem. Schobergrund) – dzielnica miasta Piława Górna w województwie dolnośląskim, w powiecie dzierżoniowskim.

## Nazwa i położenie
Schober w języku niemieckim oznacza stóg, sterta. Schobergrund jest to miejsce, gdzie gromadzono w sterty trawę oraz drewno.
Kośmin znajduje się w północno-wschodniej części Piławy Górnej, obok dzielnicy Kalinów. Położony jest na północnym zboczu Grzybowca we Wzgórzach Gumińskich, na wysokości ok. 280–300 m n.p.m. Obecnie z resztą miasta łączy go ul. Kośmińska (przebiegająca przez Kalinów i krzyżująca się z ul. Bolesława Chrobrego niedaleko stacji kolejowej) oraz ul. Lipowa (krzyżująca się z ul. Henryka Sienkiewicza). Dzielnica ma również połączenie drogowe z wsią Gilów.

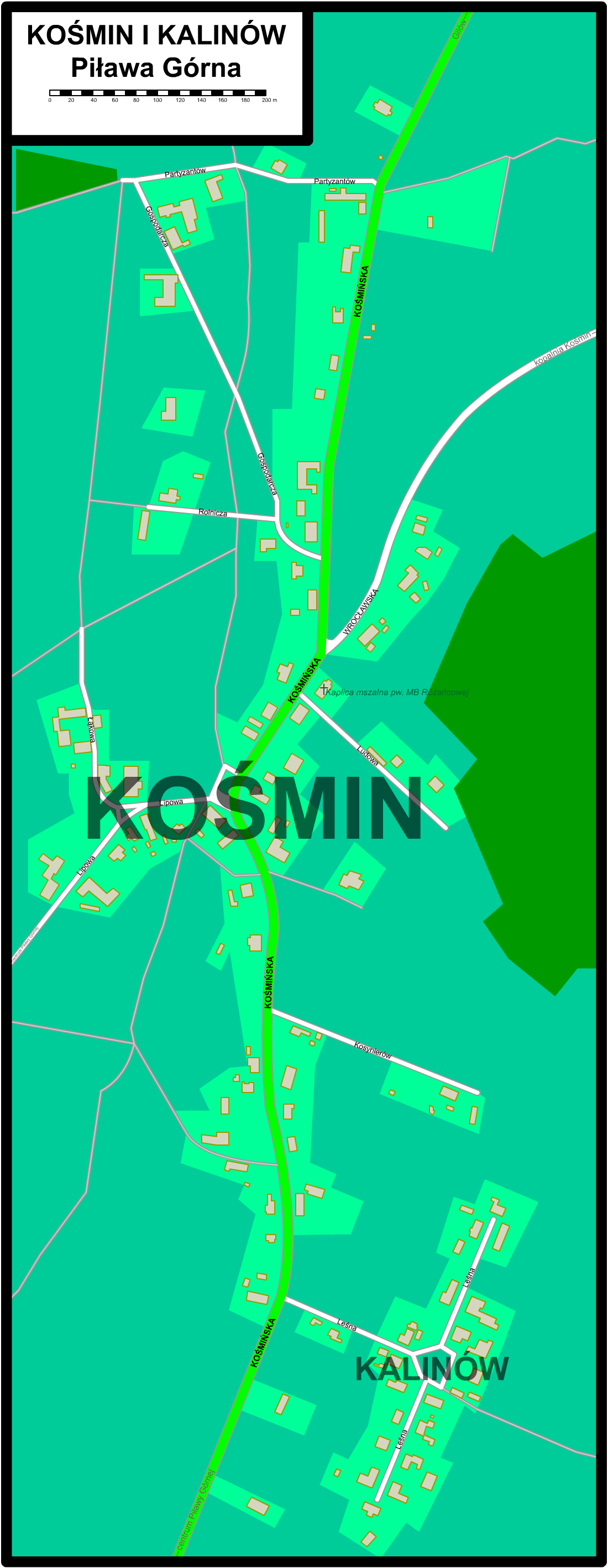
Plan Kośmina i Kalinowa

## Historia
Niemiecka miejscowość Schobergrund istniała jako osobna wieś. W czasie wojen husyckich (XV wiek) doszczętnie ją zniszczono, została po niej tylko droga łącząca Gnadenfrei z Nimptsch. Teren ten do połowy XVIII wieku wchodził w skład księstwa ziębickiego, a w 1764 dołączono go do wsi Gumin (obecnie część Niemczy). W 1790 stał się częścią Gnadenfrei. Dopiero w 1794 odłączono ten teren i zaczęto odbudowywać wieś. Zajął się tym Hans Ernst von Kottwitz, który był właścicielem pobliskiego majątku Oberhof. Do 1804 zbudował tu kilkanaście domów.
Wieś przechodziła z rąk do rąk, aż w 1819 jej właścicielem został August Sadebeck, syn Friedricha Sadebecka. Założył on w 1821 przy zachodnim krańcu wsi (obecnie ul. Gospodarcza) cmentarz katolicki. W latach 20. XIX wieku Schobergrund posiadał własną instancję sądową. W 1825 otwarto tu szkołę dla dzieci protestanckich i katolickich. W tym czasie Schobergrund liczył sobie ok. 260 mieszkańców. W latach 1816–1932 należał do powiatu niemczańskiego.
W 2. połowie XIX wieku miejscowość zaczęła podupadać. Wówczas część mieszkańców znalazła zatrudnienie w pobliskim kamieniołomie sjenitu, a także w fabrykach włókienniczych w Gnadenfrei. Na początku XX wieku w centrum wsi zbudowano dom dla sióstr zakonnych z niewielką kaplicą. W latach 80. XX wieku budynek poddano kapitalnemu remontowi. Odtąd służy jako kaplica mszalna pod wezwaniem Matki Bożej Różańcowej i należący do parafii św. Marcina w Piławie Górnej.
Po wojnie, w 1947, wsi nadano polską nazwę Kośmin.
W październiku 1954 Kośmin (wraz z Kalinowem, Kopanicą i Piławą Górną) wszedł w skład nowo utworzonej gromaday Piława Górna. 1 stycznia 1956 gromadzie Piława Górna nadano status osiedla, co oznaczyło, że Kośmin stał się częścią tej skonsolidowanej jednostki, a więc w praktyce został włączony do Piławy Górnej. 18 lipca 1962 osiedle Piława Górna otrzymało status miasta.

## Przemysł
Od połowy XVIII wieku zaczęto wydobywać tu sjenit. Używano go do budowy wielu reprezentacyjnych budowli w Berlinie czy Poczdamie. Po II wojnie światowej kamień ten, nazywany również Kośminem, wykorzystano do budowy wielu obiektów m.in. w Warszawie, Krakowie czy Wrocławiu. Do kopalni sjenitu prowadzi ul. Wrocławska.